# Birds of Prey (filme)
Birds of Prey (and the Fantabulous Emancipation of One Harley Quinn) (bra: Aves de Rapina: Arlequina e Sua Emancipação Fantabulosa; prt: Birds of Prey (e a Fantabulástica Emancipação de Uma Harley Quinn)) é um filme estadunidense de super-heroínas de 2020, baseado no grupo Aves de Rapina da DC Comics e uma continuação do filme Esquadrão Suicida, de 2016. É o oitavo filme do Universo Estendido da DC, após o adiamento de Mulher Maravilha 1984 para junho de 2020, sendo dirigido por Cathy Yan, com o roteiro de Christina Hodson e estrelado por Margot Robbie, Mary Elizabeth Winstead, Jurnee Smollett-Bell, Rosie Perez, Chris Messina, Ella Jay Basco, Ali Wong e Ewan McGregor.
Margot Robbie, que também serve como produtora, lançou a ideia do longa a Warner Bros. Pictures em 2015. O filme foi anunciado em maio de 2016, com Christina Hodson contratada para escrever o roteiro em novembro, enquanto Cathy Yan foi contratada em abril de 2018 para dirigir o filme. A maioria do elenco e equipe técnica foram confirmados em dezembro de 2018. A fotografia principal durou de janeiro a abril de 2019, e aconteceu no Centro de Los Angeles, em partes do bairro de Arts District, Los Angeles, e palcos sonoros da Warner Bros. Studios, em Burbank, Califórnia. É o primeiro filme do universo estendido lançado nos cinemas com classificação para maiores (R-rated). Com isso, Aves de Rapina se junta a Coringa (2019) na lista de filmes da DC rotulados pela MPAA com um “R”.

## Enredo
Arlequina narra os eventos de sua vida: algum tempo após a derrota da Magia, o Coringa termina com Arlequina, jogando-a nas ruas de Gotham City. Ela é acolhida por Doc, o idoso dono de um restaurante chinês. Recuperando-se de seu relacionamento abusivo com o Coringa, ela corta o cabelo, adota uma hiena-malhada (que ela chama de Bruce Wayne), participa de um roller derby e explode a fábrica da "Ace Chemicals", onde começou o seu relacionamento com o Sr. C.
Em uma boate de propriedade do gangster Roman Sionis, Arlequina paralisa o motorista de Roman e conhece a cantora burlesca Dinah Lance, também conhecida como "Canário Negro". Dinah mais tarde resgata Arlequina intoxicada de uma tentativa de sequestro. Impressionado com as habilidades de Dinah, Roman a nomeia como sua nova motorista.
A detetive Renee Montoya, da DPGC, investiga uma série de assassinatos de máfias executados por um assassino com uma besta. Encontrando o colar de Arlequina no local da explosão da Ace Chemicals, Montoya observa que Harleen está em perigo sem a proteção do Coringa. Ela se aproxima de Dinah para obter informações sobre Roman, mas Dinah a rejeita.
Roman envia Dinah e Victor Zsasz, seu sádico braço direito, para recuperar um diamante incorporado com os números das contas da fortuna da família de criminosos Bertinelli, que foram massacrados anos atrás. A jovem batedora de carteiras, Cassandra Cain, rouba o diamante de Zsasz, mas é presa e engole o diamante.
Harleen, fugindo de Montoya e várias outras pessoas que ela prejudicou, é capturada pelos homens de Roman. Zsasz informa Roman que Cassandra tem o diamante, e Dinah avisa Montoya sobre Cass. Enquanto Roman se prepara para matar Harleen, ela se oferece para recuperar o diamante para ele. Roman concorda, mas também coloca uma recompensa em Cass.
Invadindo o DPGC com uma variedade de munições de espingarda não letais, Arlequina liberta Cass, que foge para o armazém de evidências. Emboscada por capangas que buscam a recompensa de Cass, Harleen os mata depois de inalar cocaína apreendida. Ela e Cass se unem enquanto se escondem em seu apartamento.
Dinah notifica Montoya da reunião, mas Zsasz nota sua mensagem de texto a caminho do parque e informa Roman. Devastado pela traição de Dinah, Roman veste sua máscara negra. No parque, Montoya confronta Arlequina, mas é derrubada pela janela. Zsasz chega e tranquiliza Harleen com um dardo antes de apontar uma arma para Dinah. Ele é morto por Helena, que revela que Zsasz foi o último dos assassinos de sua família.
Montoya retorna e ocorre um impasse, até que as mulheres percebem que Roman chegou com um pequeno exército de criminosos mascarados. Usando o equipamento antigo da Arlequina, as mulheres lutam contra os capangas de Roman. Cass é capturado por Roman e Montoya é baleada, mas salva pelo bustiê à prova de balas de Harleen. Dinah revela sua habilidade metahumana de gritar em um nível supersônico, permitindo que Harley persiga Roman com seus patins. Auxiliada por Helena em sua motocicleta, Harleen persegue Roman e Cass até um píer próximo, onde Cass planta uma granada em Roman, matando-o.
Depois de destruir o império criminoso de Roman, Montoya deixa o GCPD e se junta a Dinah e Helena para se tornarem as vigilantes "Aves de Rapina", com o dinheiro das contas dentro do diamante, que Arlequina penhora e inicia seu próprio negócio com Cassandra.
Em uma cena de áudio pós-créditos, Arlequina faz uma piada sobre as pessoas estarem esperando alguma coisa e aproveita para revelar um segredo sobre Batman para o público, mas o filme termina no meio da frase.

## Elenco
- Margot Robbie como Harleen Quinzel / Arlequina: uma vilã louca, insana e ex-psiquiatra.
- Mary Elizabeth Winstead como Helena Bertinelli / Caçadora: uma mulher que busca vingança com o assassino que matou sua família na infância.
  - Ella Mika como Helena Bertinelli / Caçadora jovem.
- Jurnee Smollett como Dinah Lance / Canário Negro: Uma vigilante com habilidade metahumana de gritos super sônicos, empregada de Roman Sionis, que começa como cantora da boate de Roman e depois é promovida a motorista.
- Rosie Perez como Renee Montoya: uma detetive alcoólatra e cínica do Departamento de Polícia de Gotham City (GCPD), que está instaurando um processo contra Sionis.
- Ella Jay Basco como Cassandra Cain: uma jovem garota, batedora de carteiras, que tem sua cabeça colocada a prêmio por Sionis, depois que ela rouba um diamante valioso dele.
- Ewan McGregor como Roman Sionis / Máscara Negra: vilão do filme; ex-amigo de infância de Bruce Wayne e um dos maiores mafiosos de Gotham.
- Chris Messina como Victor Zsasz: Um serial killer que faz uma marca em sua pele para cada uma de suas vítimas. Aliado do Máscara Negra.
- Ali Wong como Ellen Yee: A ex-namorada de Montoya e uma promotora pública.
- Paul Lasa como Franco Bertinelli: pai de Helena.
- Charlene Amoia como Maria Bertinelli: mãe de Helena e esposa de Franco.[18]
- Robert Catrini como Stefano Galante: o chefe da máfia que matou a família Bertinelli.
- Dana Lee como Doc: Amigo da Arlequina, dono de um restaurante chinês.
- François Chau como Sr. Keo: um chefe do crime rival de Sionis.
- Bojana Novakovic como Erika, uma frequentadora da boate que é assediada por Sionis.
- Derek Wilson como Tim Evans
- Matt Willig como Happy

## Dubladores no Brasil
- Estúdio de dublagem: Delart
- Arlequina - Evie Saide[19]
- Dinah Lance/Canário Negro - Mariana Torres[19]
- Renne Montoya - Elida L'Astorina[19]
- Sionis/Máscara Negra - Marcus Jardym
- Cassandra Cain - Mariana Dondi[19]
- Helena Bertinelli/Caçadora - Erika Menezes[19]
- Victor Zsasz - Philippe Maia[19]
- Yee - Carina Eiras[19]
- Santoni - Guilherme Lopes[19]

## Produção
Inicialmente, seria um filme solo da Arlequina, interpretada por Margot Robbie. Também foi confirmado que Margot seria produtora. No entanto, este projeto logo se transmutou em Aves de Rapina, longa-metragem focado no clã de personagens femininas das HQs homônimas da DC. O filme foi confirmado pela Warner em 2016, pelo roteiro de Christina Hodson. Em 2018 foi confirmado que Cathy Yan iria ser a diretora do filme. No dia 7 de julho de 2018, Robbie comentou sobre ter um novo uniforme para a Arlequina nos cinemas. No dia 20 de setembro de 2018 foi confirmado que Jurnee Smollett e Mary Elizabeth Winstead iriam interpretar Canário Negro e Caçadora, respectivamente (o papel das duas foi oferecido a Lady Gaga), a Warner confirmou que queria atriz biracial para dar vida a Canario Negro. No dia 4 de outubro de 2018, foi confirmado que Rosie Perez interpretará Renee Montoya. No dia 1º de novembro de 2018 foi confirmado que o ator Ewan McGregor viverá o vilão do filme, Máscara Negra. No dia 15 de novembro de 2018 foi falado que a jovem Ella Jay Basco vai interpretar Cassandra Cain. No dia 18 de novembro de 2018 o coordenador de dublês Jonathan Eusebio e o coordenador de lutas Jon Valera está ligado a produção do filme. No dia 20 de novembro de 2018, Robbie confirmou com uma foto que o roteiro estava pronto e havia sido entregue para os atores. No dia 11 de dezembro de 2018, o ator Chris Messina entra para o elenco sendo Victor Zsasz.

### Filmagens
As filmagens começaram no dia 11 janeiro de 2019 em Los Angeles na Califórnia, o término das gravações está previsto para o 13 de abril de 2019, com a data de lançamento prevista para 7 de fevereiro de 2020.

### Pós-produção
Jay Cassidy e Evan Schiff serão os editores. Method Studios, Weta Digital, Luma Pictures, Image Engine e Crafty Apes fornecerão os efeitos visuais para o filme. Em agosto de 2019, Chad Stahelski ingressou como diretor da segunda unidade de refilmagens. A fotografia para as filmagens adicionais começou em 3 de setembro de 2019.

### Música
Em setembro de 2019, Daniel Pemberton foi anunciado para atuar como compositor da trilha sonora do filme.
O álbum da trilha sonora do filme, intitulado Birds of Prey: The Album, foi anunciado em janeiro de 2020 e foi lançado em 7 de fevereiro de 2020, para coincidir com o lançamento do filme. Para promover o álbum, um single foi lançado toda sexta-feira antes do lançamento do filme.
O primeiro single do álbum, "Diamonds", de Megan Thee Stallion e Normani, foi lançado em 10 de janeiro de 2020, com um videoclipe inspirado em Arlequina. O segundo single, "Joke's On You", de Charlotte Lawrence, foi lançado em 17 de janeiro de 2020. O terceiro single, "Boss Bitch", de Doja Cat, foi lançado em 23 de janeiro de 2020. O quarto single, "Sway With Me", de Saweetie e Galxara, foi lançado em 31 de janeiro de 2020, com um videoclipe com a participação de Ella Jay Basco reprisando seu papel no filme como Cassandra Cain.

## Apoio contra assédio sexual
No dia 13 de dezembro de 2018, a atriz e protutora do filme Margot Robbie anunciou em seu Twitter que está leiloando ingressos para a estreia do filme em apoio ao movimento Time’s Up, que combate o assédio sexual em Hollywood e várias outras áreas. Tudo o que os fãs têm que fazer é entrar no site do eBay e fazer ofertas pelos ingressos. Quem fizer maior oferta, leva. Todos os lucros serão doados para o time de defesa legal do Time’s Up. Até o momento, a oferta mais alta é de 3,450 dólares. O concurso termina no dia 20 de dezembro de 2018.

## Lançamento
Birds of Prey foi lançado pela Warner Bros. Pictures nos Estados Unidos em 7 de fevereiro de 2020 nos formatos padrão IMAX, Dolby Cinema, 4DX e ScreenX.
O filme teve sua estreia mundial em Londres em 29 de janeiro de 2020 no BFI IMAX. Também estreou em Cannes no Palais des Festivals em 30 de janeiro, durante um evento especial chamado Le Festival de Quinn, em referência ao Festival de Cinema de Cannes.

### Divulgação
A divulgação começou em 21 de janeiro de 2019, quando um vídeo de produção dos personagens e figurinos intitulado "Te vejo em breve" foi lançado pela Warner Bros. via YouTube. A DC Comics publicou uma antologia de paperback comercial promocional com histórias baseadas no filme em 12 de novembro de 2019. O primeiro teaser estreou exclusivamente nos cinemas em 5 de setembro de 2019, diante das exibições de, com Quinn afirmando que ela é "superior aos palhaços" enquanto estoura um balão vermelho, em uma referência coletiva a It / Pennywise, o Palhaço Dançarino e o Coringa.
Um pequeno teaser foi lançado nas páginas de mídia social do filme, anunciando o primeiro trailer oficial a ser lançado em 1º de outubro de 2019. Uma série de pôsteres, que também anunciaram a estreia do trailer, foi lançada no mesmo dia. Em 5 de dezembro de 2019, Birds of Prey realizou um painel no CCXP no Brasil. Eles mostraram os primeiros 5 minutos do filme e o segundo trailer oficial, que foi lançado online em 9 de janeiro de 2020.

### Bilheteria
Nos Estados Unidos e no Canadá, Birds of Prey arrecadou cerca de US$ 33 milhões no fim de semana de abertura.

## Sequência e Spin-off
Birds of Prey é esperado para ser o primeiro em uma trilogia de filmes com foco em Arlequina, com o segundo acredita-se ser baseado na equipe Gotham City Sirens, porém foi confirmado que uma continuação não seria produzida pela baixa bilheteira do filme.
No dia 20 de agosto de 2021, foi confirmado um filme spin-off focado na Canário Negro de Jurnee Smollett-Bell para o HBOMAX.